# 중국천주교애국회
중국천주교애국회(중국어 간체자: 中国天主教爱国会, 정체자: 中國天主教愛國會, 병음: Zhōngguó Tiānzhǔjiào Àiguó Huì 중궈톈주자오아이궈후이[*])는 1957년 중화인민공화국이 중국 본토의 가톨릭 신자들을 감독하기 위해 세운 단체이다. 협회는 로마 교황청의 인가 없이 자체적으로 세례를 주고 주교를 선출한다.
중화인민공화국이 인정하는 유일한 가톨릭 단체이지만 교황청은 인정하지 않는다. 마카오와 홍콩의 가톨릭 교회들은 천주교애국회에 보고하지 않고 직접 로마 가톨릭교회와 소통한다.
2018년 중국과 교황청 간의 협약에 의해 새 주교대상자는 교황의 사전 승인을 받도록 합의가 되었으며 교황의 승인없이 임명되었던 천주교애국회의 주교 몇명도 교황이 승인하기로 합의가 되었다.

## 같이 보기
- 지하교회
- 중화인민공화국의 종교
- 중국의 기독교
- 중국의 로마 가톨릭교회
- 정교분리